# Давыдов, Владимир Николаевич (социолог)

## Биография
Владимир Николаевич Давыдов, философ-социолог, родился в 1820 г. в селе Сотницком Суджанского уезда Курской губернии. В 1838 г. кончил курс в Морском корпусе и поступил мичманом в Балтийский флот. В 1845 г. вышел в отставку, поселившись у себя в деревне, в двадцати верстах от Щербачевки, имения брата старшего брата Льва Толстого, Дмитрия Николаевича (1827 - 1856), который с 1850 г. до кончины часто бывал у Давыдова.  Отдал себя научной работе, в частности — изучению социологии, которой интересовался еще с ранних лет.  В 1873 г. для «облегчения обработки своих трудов» уехал за границу; жил в Лондоне. В том же году в Лейпциге в издательстве Брокгауза напечатал первый свой труд: «Научная промышленность». В 1881 г. написал доклад «Федеральному факультету социологов», который он предполагал в будущем организовать для более полной разработки науки социологии.
В марте 1883 г. в Женеве Давыдов напечатал сочинение «Опыт социологии — науки устройства человечно-счастливого сообщежития» под псевдонимом "О. Че-к" ("Один человек"). В 1884 году книга была напечатана в Париже в переводе на французский язык «Essai de Sociologie: Science de l 'organisation de la Société Humanitairement Heureuse. En souvenir du premier essai de l'organisation humanitaire en 1783», c транслитерированным псевдонимом: O. TCHÉ-K. Книга Давыдова в Российской империи была запрещена цензурой.

В 1884 году Давыдов написал сочинение «Отбор в этике»  и послал его в 1886 г. Л. Н. Толстому, сопроводив письмом, в котором высказал следующее соображение: 
«Относительно борьбы за существование у людей Дарвин ограничился только ее стороной зоологической, т. е. борьбой людей только одними их органами и силами антропологическими. А мне пришло в голову уяснить закон борьбы социологической, т. е. специально человеческой: борьбы людей вооруженных (из всех животных одному только человеку свойственными) орудиями человеческого искусства: капиталами имущественными и через них капиталами научного знания».
 Толстой ответил Давыдову: 
«Я прочел внимательно ваше письмо и первую часть первого вашего сочинения: "Отбор в этике", и пробежал остальное. Пробежал, потому что не мог интересоваться. Не мог же интересоваться потому, почему нельзя с интересом следить за решением уравнения, по моему мнению, неправильно составленного. ...Меня ужасно огорчило ваше письмо и чтение ваших сочинений. По моему мнению ваша деятельность столь же драгоценная по искренности и силе вашего убеждения отравлена и обессилена суеверием — одним из самых ядовитых — "научным", т. е. верою в то, что люди 50 лет тому назад получили откровение о том, как двигалось, движется и должно двигаться человечество. ...Научная же социология есть только суеверие, начиная с человечества, принимаемого за организм и кончая законом Дарвина».
В 1893 г. Давыдов закончил работу, являющуюся «полным синтезом [его] слишком полувековых трудов»: «Нравственность и значение индивидов бытию человечества сквозь призму научно-социологическую» и послал в 1899 г. рукопись Л. Н. Толстому с просьбой о содействии в публикации.
Толстой отнесся к работе критически, откровенно написав Давыдову: «С основными мыслями, выраженными там, в особенности с указаниями недостатков существующего строя, я вполне согласен. Меры же исправления этого порядка мне не ясны. Кроме того, язык сочинения очень тяжелый и не простой».). Тем не менее Лев Николаевич просил Павла Ивановича Бирюкова (1860-1931) способствовать публикации книги. Перевод текста сделан был по поручению П. И. Бирюкова эмигрантом доктором Л. В. Дашкевичем. Книга под названием «Vitalité sociétaire d'état. Esquisse populaire à travers le prisme de Sociologie; science de l'organisation de la société Humanitairement Heureuse» вышла в издательстве Эдуарда Пфеффера (Edouard Pfeffer) в Женеве в 1900 году. На этот раз, автор скрыл свое имя за псевдонимом L'Humanitaire du vingtième siècle (Человечник 20 века, в русском оригинале). Это издание указано в Социалистическом обзоре (La Revue socialiste) за 1901 год.

Сам Давыдов суть своего труда характеризовал следующим образом: 
«В историко психические моменты наши состояния европейской цивилизации, когда почти всяких категорий области человеческого знания арсеналы уже переполнены волшебно могучими орудиями и силами производства всяких жизненно людям насущных вещественных и духовных приспособлений, коренной источник решительно всяких бедствий сообщежитейских — отсутствие у людей легкой возможности соответственно затрачиваемому каждым своего личного труда и таланта приспособиться удовлетворительно в государственности. А это потому, что повсеместно в более или менее монархически обесчеловеченных государственностях, государственно организуемые шайки бесшабашнейших хищников систематически последовательно государственностью заганивают громаднейшее большинство в Нищету, смердящую трясину телесной и духовной проституции, при чем умирающих с голоду уже легко запрягают в свои всегда ростовщически разбойничьи хомуты надрываться в вырабатывании им изысканных с демоническими прожиганиями животных пресыщений. Повсеместно абсолютно устранить роковые основы Нищеты, тем вырвать Человечество из нынешнего сообщежитейского ада и его ввести в Человечно Счастливое сообщежитие, естественно устанавливающее всеобщий мир, может по мировой силе вещей осуществить единственно только Всемирный союз человечно республиканских федераций всех народов земного шара».
О дальнейшей судьбе Давыдова пока ничего не известно.